# Білоярське (Росія)
Білоя́рське (рос. Белоярское) — село у складі Щучанського району Курганської області, Росія. Адміністративний центр Білоярської сільської ради.
Населення — 500 осіб (2010, 629 у 2002).
Національний склад станом на 2002 рік: росіяни — 94 %, також українці.